# Chad Forcier
Chad Forcier est un entraîneur américain de basket-ball.

## Carrière
En juin 2023, Forcier quitte les Bucks de Milwaukee où Adrian Griffin est le nouvel entraîneur et rejoint le Jazz de l'Utah.
En juin 2024, Forcier rejoint les Suns de Phoenix, comme adjoint de Mike Budenholzer.

## Palmarès
- Champion NBA 2014